# Évires
Évires és un antic municipi francès situat al departament de l'Alta Savoia i a la regió d'Alvèrnia-Roine-Alps. L'any 2014 tenia 1.415 habitants.
L'1 de gener del 2017 fou fusionada amb Avernioz, Thorens-Glières, Les Ollières i Saint-Martin-Bellevue per formar el nou municipi de Fillière.

## Demografia

### Població
El 2007 la població de fet d'Évires era de 1.289 persones. Hi havia 483 famílies de les quals 102 eren unipersonals (57 homes vivint sols i 45 dones vivint soles), 150 parelles sense fills, 207 parelles amb fills i 24 famílies monoparentals amb fills.
La població ha evolucionat segons el següent gràfic:
Habitants censats

### Habitatges
El 2007 hi havia 586 habitatges, 487 eren l'habitatge principal de la família, 54 eren segones residències i 45 estaven desocupats. 544 eren cases i 37 eren apartaments. Dels 487 habitatges principals, 414 estaven ocupats pels seus propietaris, 62 estaven llogats i ocupats pels llogaters i 11 estaven cedits a títol gratuït; 5 tenien una cambra, 27 en tenien dues, 42 en tenien tres, 111 en tenien quatre i 302 en tenien cinc o més. 443 habitatges disposaven pel capbaix d'una plaça de pàrquing. A 170 habitatges hi havia un automòbil i a 296 n'hi havia dos o més.

### Piràmide de població
La piràmide de població per edats i sexe el 2009 era:
| Homes | Edats   | Dones |
| ----- | ------- | ----- |
| 0     | 95 o +  | 0     |
| 0     | 90 a 94 | 12    |
| 4     | 85 a 89 | 4     |
| 0     | 80 a 84 | 0     |
| 16    | 75 a 79 | 28    |
| 28    | 70 a 74 | 20    |
| 12    | 65 a 69 | 8     |
| 12    | 60 a 64 | 32    |
| 24    | 55 a 59 | 16    |
| 32    | 50 a 54 | 48    |
| 64    | 45 a 49 | 36    |
| 32    | 40 a 44 | 40    |
| 48    | 35 a 39 | 44    |
| 60    | 30 a 34 | 36    |
| 36    | 25 a 29 | 48    |
| 12    | 20 a 24 | 16    |
| 40    | 15 a 19 | 44    |
| 48    | 10 a 14 | 32    |
| 24    | 5 a 9   | 36    |
| 32    | 0 a 4   | 40    |

## Economia
El 2007 la població en edat de treballar era de 861 persones, 691 eren actives i 170 eren inactives. De les 691 persones actives 656 estaven ocupades (355 homes i 301 dones) i 35 estaven aturades (18 homes i 17 dones). De les 170 persones inactives 64 estaven jubilades, 64 estaven estudiant i 42 estaven classificades com a «altres inactius».

### Ingressos
El 2009 a Évires hi havia 442 unitats fiscals que integraven 1.232 persones, la mediana anual d'ingressos fiscals per persona era de 23.239 €.

### Activitats econòmiques
Dels 41 establiments que hi havia el 2007, 3 eren d'empreses alimentàries, 4 d'empreses de fabricació d'altres productes industrials, 12 d'empreses de construcció, 7 d'empreses de comerç i reparació d'automòbils, 4 d'empreses de transport, 3 d'empreses d'hostatgeria i restauració, 1 d'una empresa financera, 4 d'empreses de serveis i 3 d'empreses classificades com a «altres activitats de serveis».
Dels 14 establiments de servei als particulars que hi havia el 2009, 2 eren paletes, 2 guixaires pintors, 5 fusteries, 2 lampisteries, 1 electricista, 1 restaurant i 1 agència immobiliària.
L'únic establiment comercial que hi havia el 2009 era una botiga de menys de 120 m².
L'any 2000 a Évires hi havia 46 explotacions agrícoles que ocupaven un total de 861 hectàrees.

## Equipaments sanitaris i escolars
El 2009 hi havia una escola elemental.

## Poblacions més properes
El següent diagrama mostra les poblacions més properes.